# Markovics Botond
Markovics Botond (írói nevén Brandon Hackett, Budapest, 1975. január 15. –) hatszoros Zsoldos Péter-díjas magyar sci-fi-író.

## Életrajza
1975-ben született, közgazdász. Első novelláit (az Én, a halhatatlan c. novellaciklust) a Cherubion Kiadó jelentette meg, egyik tagját 2003-ban Zsoldos Péter-díjjal jutalmazta a zsűri.
A ciklus (mint ahogy a későbbi regények is) Marcus Barbess történetét meséli el, aki egyszerű földi emberből, családapából egy tragikus baleset során halhatatlan szuperhőssé válik egy rejtélyes faj beavatkozása által. Alakja köré nem csak a Halhatatlan novellaciklus szerveződik, hanem kisebb-nagyobb szerepben felbukkan a két Gyarmatbirodalom-könyvben is (A negyedik gyarmat, Az ötödik gyarmat). A duológia egy idegen fajokból álló birodalom szabadságharcait meséli el, amikbe végül az emberiség is beavatkozik.
Ezekben a regényekben mutatkozik meg igazán a Markovicsra jellemző epikusság, hősei egész népeket irányítanak, de történetük egyben családtörténet is, számos visszatérő motívummal. A Gyarmatbirodalom-regényekből ágazik le a másik duológia történetszála, az ott megismert főhősök távoli leszármazottainak sorsát kísérhetjük figyelemmel az Erdőhold-ciklusban, ahol egy kivándorolt nép új hazát keres magának, s végül erőszakkal foglal is egyet, megtámadva és legyőzve a biológiailag szinte teljesen azonos, de technikailag alacsonyabb szinten álló őslakókat.
Korábbi műveire jellemző űroperai vonulattal szakítva a transzhumanizmus egyes témáit boncolgató sci-fi regénye, A poszthumán döntés 2007 nyarán jelent meg a Delta Vision kiadó gondozásában.
2008-ban újabb regénnyel jelentkezett, Isten gépei címmel, ezúttal a Galaktika Fantasztikus Könyvek sorozat keretein belül. A regény 2009-ben elnyerte a Zsoldos Péter-díjat, és 2010-ben román nyelven is megjelent.
A technológiák előrelátható fejlődésére alapozva ebben a regényében is egy jól definiálható transzhumanista jövőkép jelenik meg, a regény központi témája pedig a technológiai szingularitás. A regény a technológia fejlődéséből kiindulva azt vizsgálja, hogy a megváltozott körülmények között mivé válik, mivé válhat az ember és az emberi társadalom. Az Isten gépei szereplői fantasztikus lehetőségekkel rendelkeznek önmaguk és környezetük alakítására, és élnek is ezekkel. Az anyagi világ és önnön biológiai lényük feletti hatalom fényében csak néhányukban merül fel, hogy a változások után még mindig „embernek” tekinthetik-e önmagukat.
Az ember könyve 2012-ben jelent meg az Agave Kiadónál. A történet egy földönkívüli civilizáció meghökkentő világában játszódik, az idegenek elragadnak néhány ezer embert, a világukban az evolúció különös irányba kanyarodott.
2014-ben jelent meg Az időutazás napja című regénye, amely az időutazás elterjedésének nem várt következményeivel foglalkozik. 2015-ben a folytatása és egyben lezárása is elkészült: Az időutazás tegnapja címmel.
2017 őszén jelent meg a Xeno című regénye, amelyben az emberiség más idegen fajokkal él együtt a Földön egy magasan fejlett, titokzatos faj, a migrátorok irányítása alatt. A regény több helyen világpolitikai eseményekből táplálkozik, ugyanakkor űropera is egyben. 2018-ban Zsoldos Péter-díjjal jutalmazták.
A szerző az SFmag.hu online internetes sci-fi és fantasy magazin egyik alapító tagja. Az Isten gépei és más történetek mesterséges intelligenciákról 2018-ban jelent meg az Agave Könyvek kiadónál.
2020-ban jelent meg legújabb regénye, az Eldobható testek, amely 2021-ben két kategóriában is (a legjobb regény és a közönségdíj) Zsoldos Péter-díjas lett, és az Avana Egyesület Monolit-díját is megkapta.
Akik nyomon követik a szerző írásait, azok talán érteni fogják, ha azt mondom, hogy ez (az Eldobható testek) amolyan “szintézise” az eddigi Hackett-regényeknek. (Szigorúan a 2007 után írottaknak.) Van benne morális szembenállás, akárcsak a Xenóban, pörgős akció, mint Az időutazás napjában, az emberiség (közel)jövőjének izgalmas látképe, ami az Isten gépeit idézi, és a szerzőt már bő egy évtizede, A poszthumán döntés óta foglalkoztató transzhumanizmus.

## Bibliográfia
- Én, a halhatatlan (novellaciklus, in: Én, a halhatatlan antológia, Cherubion, 2002 – Zsoldos Péter-díj)
- A negyedik gyarmat (regény, Cherubion, 2002)
- Az ötödik gyarmat (regény, Cherubion, 2002)
- Az öröklét nyomában (regény, in: Az öröklét nyomában antológia, Cherubion, 2003)
- Magánháború (Dark Space regény, Cherubion, 2002)
- Erdőhold (regény, Cherubion, 2003)
- Szenvedély (novella, in: Fényözön antológia, Cherubion, 2003)
- Erdőhold urai (regény, Cherubion, 2004)
- A poszthumán döntés  (regény, Delta Vision, 2007)
- Isten gépei (regény, Galaktika Fantasztikus Könyvek, 2008 – Zsoldos Péter-díj)
- Az ember könyve (regény, Agave Könyvek, 2012)
- Az utolsó író (novella, Galaktika 266., 2012)
- Az időutazás napja (regény, Agave Könyvek, 2014)
- Az időutazás tegnapja (regény, Agave Könyvek, 2015)[4]
- Xeno (regény, Agave Könyvek, 2017 – Zsoldos Péter-díj)
- Isten gépei és más történetek mesterséges intelligenciákról (regény, novellák, 2018)[5]
- Eldobható testek (regény, Agave Könyvek, 2020 – Zsoldos Péter-díj)[6]
- Felfalt kozmosz (regény, Agave Könyvek, 2023 – Zsoldos Péter-díj)

## Zsoldos Péter-díjas művei
| Évszám | A mű címe                         | Kategória   |
| ------ | --------------------------------- | ----------- |
| 2003   | Én, a halhatatlan: 2180. Kirajzás | novella     |
| 2009   | Isten gépei                       | regény      |
| 2018   | Xeno                              | regény      |
| 2021   | Eldobható testek                  | regény      |
| 2021   | Eldobható testek                  | közönségdíj |
| 2024   | Felfalt kozmosz                   | közönségdíj |